# Maki Sakai
Maki Sakai (jap. 坂井 真紀, Sakai Maki; * 17. Mai 1970 in Taitō, Japan) ist eine Schauspielerin. Nach ihrem Studium an der privaten Jūmonji-Gakuen-Frauenuniversität in Niiza. Sie spielte in zahlreichen Fernsehserien wie Double Kitchen und  Watashi no Unmei.

## Biografie
Ihr Debüt gab sie im Jahr 1992 mit kleineren Nebenrollen in Fernsehserien und als Sängerin. So spielte 1993 Rumi Hanaoka in Double Kitchen.

## Filmografie (Auswahl)

### Fernsehserien
- 1992: Ocha no ma (お茶の間)
- 1993: Pocket bell ga naranakute (ポケベルが鳴らなくて)
- 1994: Chōnan no Yome (長男の嫁)
- 1994: Watakushi no Unmei (私の運命)
- 1994: Umi ga mitai to kimi ga itte (海が見たいと君が言って)